# Дакота Сити (Ајова)
Дакота Сити (енгл. Dakota City) град је у америчкој савезној држави Ајова. По попису становништва из 2010. у њему је живело 843 становника.

## Демографија
Према попису становништва из 2010. у граду је живело 843 становника, што је -68 (-7.5%) становника више него 2000. године.
| Група             | 2000.       | 2010.       |
| Белци             | 893 (98,0%) | 791 (93,8%) |
| Афроамериканци    | 0 (0,0%)    | 1 (0,1%)    |
| Азијати           | 1 (0,1%)    | 3 (0,4%)    |
| Хиспаноамериканци | 13 (1,4%)   | 35 (4,2%)   |
| Укупно            | 911         | 843         |